# Dypsis ligulata
Espèce
Synonymes
- Neodypsis ligulata Jum.[2] [1]

Statut de conservation UICN

 DD  : Données insuffisantes
Dypsis ligulata est une espèce de plantes de la famille des Arecaceae.

## Publication originale
- Palms of Madagascar 178. 1995.